# Khildebert II
Khildebert II (570-595) va ser el rei merovingi d'Austràsia des del 575 fins a la seva mort com a fill gran i hereu de Sigebert I, i a partir de 592 rei de Borgonya com a fill adoptiu del seu oncle Guntram.

## Biografia
Quan Khildebert tenia cinc anys, el 575, el seu pare va ser assassinat durant una campanya contra Nèustria per sicaris de Fredegunda, l'esposa del seu mig germà i enemic Khilperic I. Un dels nobles fidels del seu pare, Gundobald, se'l va endur de París fins a la capital austrasiana de Metz, on se'l va reconèixer com a rei. Durant la seva minoria d'edat, el poder del regne va estar en disputa entre la seva mare Brunequilda i els nobles locals.
Els altres dos reis merovingis i oncles seus, Khilperic I de Nèustria i Guntram de Borgonya, van buscar una aliança amb Khildebert, que va ser adoptat per tots dos.
L'assassinat de Khilperic el 584, i el fet que els fills de Guntram haguessin mort de dissenteria, van propiciar que Khildebert quedés definitivament sota l'esfera del rei de Borgonya. Amb el tractat d'Andelot, el 587, Khildebert va ser reconegut com a hereu de Guntram.
Guntram va ajudar a Khildebert a posar fi a algunes revoltes de nobles austrasians, i aconseguí prendre el castell de Woëwre. En aquest període fou objecte de diversos intents d'assassinat per part de Fredegunda de Nèustria, que volia que l'herència de Guntram anés a parar al seu fill Clotari II. També va mantenir relacions amb l'Imperi Romà d'Orient, i va lluitar en nom de l'emperador Maurici contra els llombards a Itàlia, amb èxit reduït.
A la mort de Guntram el 592, Khildebert va heretar el regne de Borgonya, i considerà la possibilitat d'envaïr la Nèustria de Clotari per convertir-se en únic rei dels francs. Abans de poder dur a terme aquestes ambicions va morir, segons algunes fonts enverinat per Fredegonda, l'any 595.